# 116 a. C.
El año 116 a. C. fue un año del calendario romano prejuliano. En el Imperio romano, fue conocido como el año 638 Ab Urbe condita.

## Acontecimientos

### Por lugar

#### Egipto
- Ptolomeo VIII muere, Cleopatra III elige a su hijo menor Ptolomeo X Alejandro como corregente, pero los alejandrinos la fuerzan a traer a Ptolomeo IX desde Chipre, de donde él es gobernador.
- Ptolomeo IX Filometor Sóter II Látiro se convierte en rey de Egipto, y reclama el trono.

## Nacimientos
- Marco Terencio Varrón